# Ладзани
Ладзани (словац. Ladzany) — село в окрузі Крупіна Банськобистрицького Словаччини. Площа села 26,52 км². Станом на 31 грудня 2017 року в селі проживав 281 житель.

## Історія
Перші згадки про село датуються 1233 роком.

## Населення
| Рік:            | 1994. | 2004.   | 2014.   | 2024.    |
| --------------- | ----- | ------- | ------- | -------- |
| Кількість осіб: | 298   | 299     | 302     | 254      |
| Різниця:        |       | +0,33 % | +1,00 % | -15,89 % |

| Рік:            | 2023. | 2024.   |
| --------------- | ----- | ------- |
| Кількість осіб: | 253   | 254     |
| Різниця:        |       | +0,39 % |